# Lingenfeld
Lingenfeld est une municipalité et chef-lieu de la Verbandsgemeinde Lingenfeld, dans l'arrondissement de Germersheim, en Rhénanie-Palatinat, dans l'ouest de l'Allemagne.
Josef Bürckel, homme politique nazi, est né dans le village en 1895.

## Références

Localisation de Lingenfeld dans la Verbandsgemeide et dans l'arrondissement.

## Jumelage
- Torcy (France) depuis le 18 mars 1972